# رود ایرا
رود ایرا (به لاتین: Ijira River) یک رود در ژاپن است که ۲۲ کیلومتر است.